# Nixe flowersi
Nixe flowersi är en dagsländeart som beskrevs av Mccafferty 1982. Nixe flowersi ingår i släktet Nixe och familjen forsdagsländor. Inga underarter finns listade i Catalogue of Life.